# Bazyli Bohdanowicz
Bazyli Bohdanowicz (* 1740 in Małopolska; † 23. Februar 1817 in Wien) war ein polnischer Komponist.
Bohdanowicz war Violinist im Orchester des Leopoldstädter Theaters. Bekannt war er durch vielstimmige oft humoristische Vokalisen, die er mit seiner großen Familie aufführte. Bohdanowicz komponierte eine Sinfonie, in der erstmals polnische Volksmusik sinfonisch verarbeitet wurde und eine Vokalisen-Sinfonie, außerdem Polonaisen und andere Tänze, zwei Violinduos, andere kammermusikalische Werke und ein vierhändiges Klavierstück.